# 2017-es franciaországi elnökválasztás
A 2017-es franciaországi elnökválasztás első fordulóját április 23-án tartották. Mivel ezen egy jelölt se nyerte el az abszolút többséget, május 7-én második fordulót rendeztek. Ezen a francia törvények szerint az első két helyen végzett jelölt, Emmanuel Macron és Marine Le Pen (Nemzeti Front (Franciaország) vehetett részt. Macron a centrista szociálliberális új En Marche! párt jelöltje volt, Le Pen pedig a szélsőjobboldali, EU- és euróellenes Nemzeti Fronté.

Az első forduló nyertesei megyénként

A második fordulót jelentős előnnyel Macron nyerte, az előzetes adatok szerint az érvényes szavazatok 66,1%-át (20,75 millió szavazatot szerezve. Marine Le Pen 10,64 millió szavazatot kapott, és a 96 közül csak két megyében tudott nyerni. Ez volt az első alkalom 2002 óta, hogy a Nemzeti Front jelöltje a második fordulóba jutott, és az első alkalom az Ötödik Köztársaság történetében, hogy a hagyományos nagy bal- és jobboldali pártok képviselői nem jutottak a második fordulóba. A két jelölt összesített szavazati aránya, 26%, történelmi mélypont volt.
Franciaország félelnöki rendszer, ahol az elnök nevezi ki a miniszterelnököt, nemzetgyűlési támogatással le is cserélheti, és egy év alatt egyszer a nemzetgyűlést, a parlament alsóházát is feloszlathatja. Az elnökválasztást a nemzetgyűlési választások követik.
Az elnökválasztásra rendkívüli állapot idején került sor, amelyet a 2015. november 13-i párizsi terrortámadás után vezettek be és többször meghosszabbítottak, utoljára (2016 novemberben) pont a választási rendezvények védelmére hivatkozva.

## Az első forduló előzetes eredményei
Macron az előzetes adatok szerint az első fordulóban a szavazatok 23,9%-át szerezte meg, Le Pen 21,4%-ot, François Fillon 19,9%-ot, Jean-Luc Mélenchon 19,6%-ot, Benoît Hamon 6,4%-ot szerzett.
Macron és Le Pen eredménye nem okozott meglepetést és a várakozásoknak megfelelő eredmény az euró öthónapos csúcsra ugrását eredményezte a dollár ellen. Voltak ugyanis aggodalmak, hogy a 2016-os brit népszavazáshoz és amerikai elnök választásokhoz hasonlóan itt is a közvéleménykutatásokkal ellentétes eredmény születhet.
Le Pen és Mélenchon EU- és euróellenes platformon kampányolt. Le Pen 7,66 millió szavazatot kapott az első fordulóban, ami az ő számára és, pártja, a jobboldali radikális Nemzeti Front számára is rekord. A szélsőjobb és a Mélenchon vezette szélsőbal a szavazatok mindössze 41%-át szerezte meg. A választás ugyanakkor a Charles de Gaulle alapította 
Ötödik Köztársaság hagyományos mérsékelt pártjainak súlyos vereségét hozta, hiszen a győztes Macron is egy 2016-ban alapított párt jelöltje volt. A hagyományos konzervatív és szocialista párt jelöltjei Macron támogatására szólították fel híveiket a második fordulóra, ami kevés esélyt hagy Le Pennek a győzelemre, mivel neki nincs hasonló tartaléka.
A hivatalos elsőfordulós eredményeket április 26-án jelenti be az Alkotmánytanács.

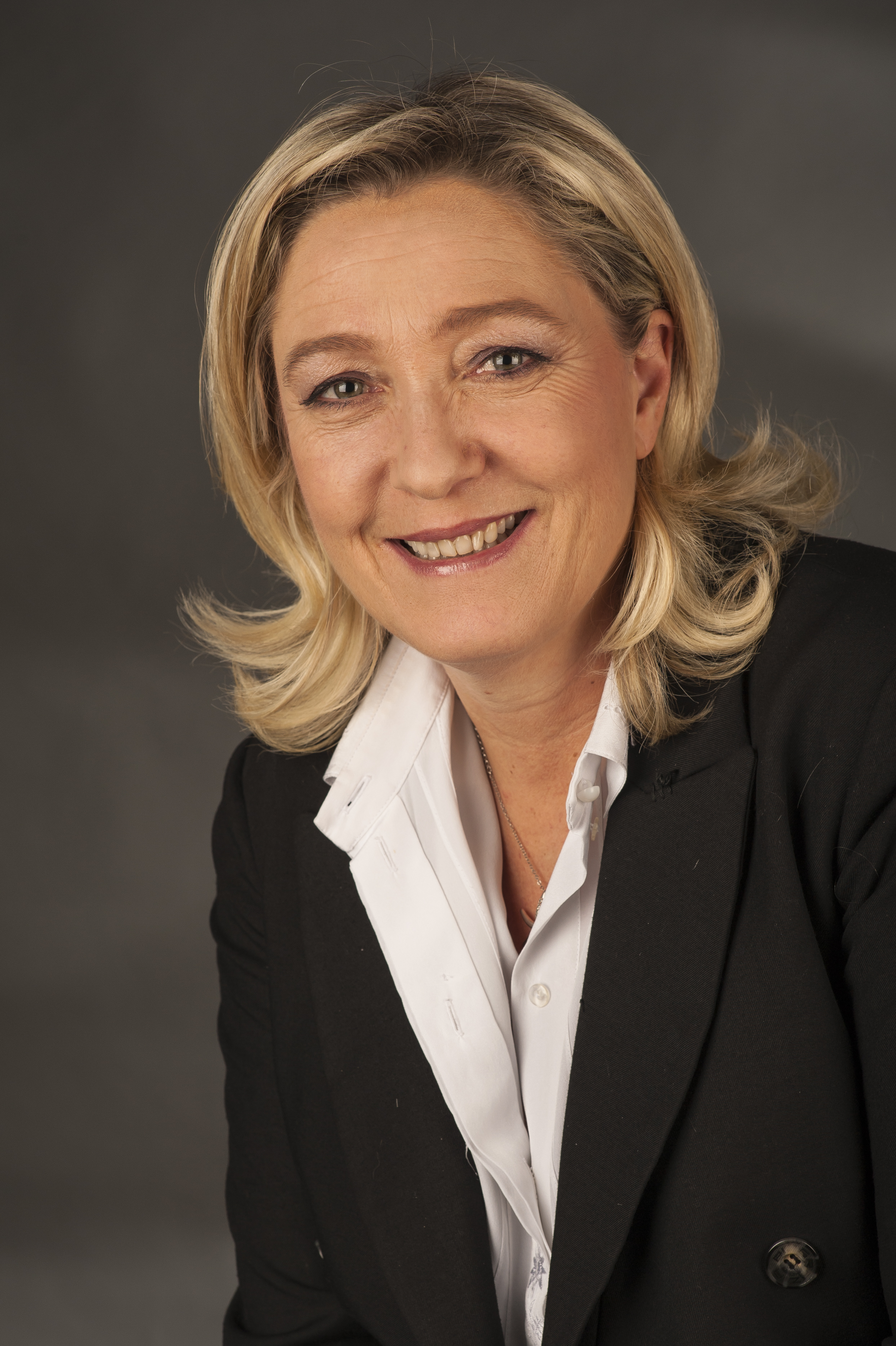
Marine Le Pen
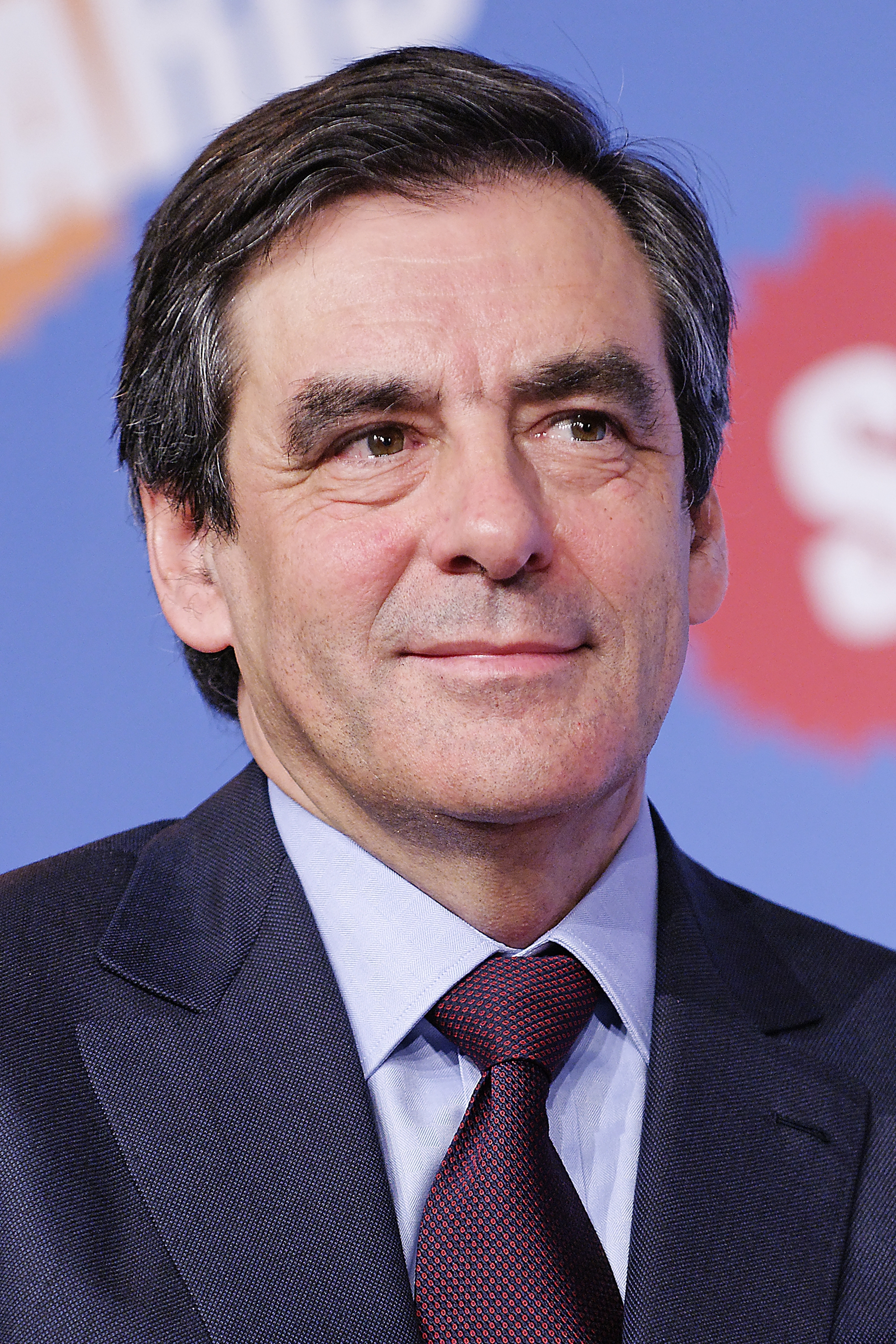
François Fillon
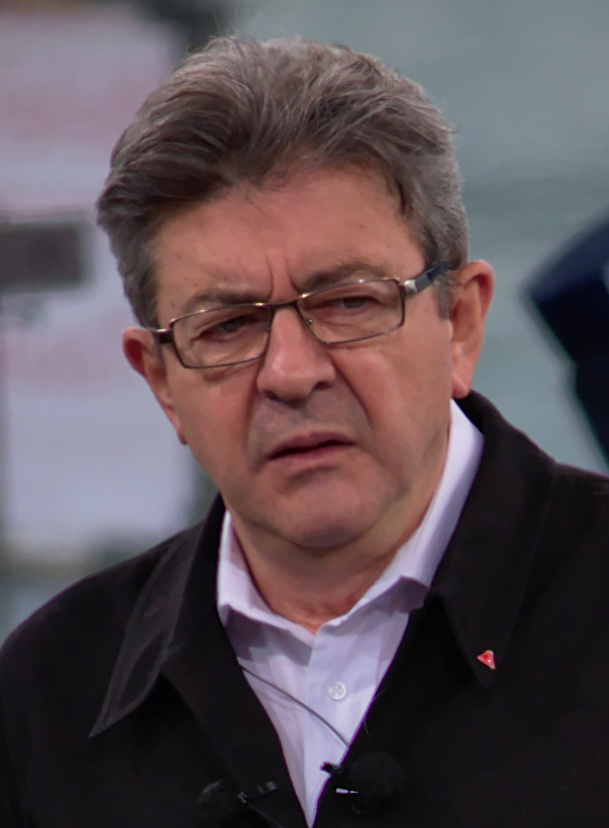
Jean-Luc Mélenchon
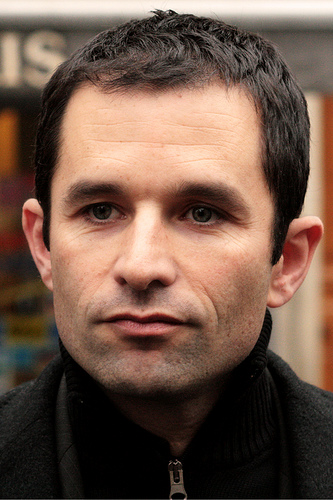
Benoît Hamon

## Háttér
A szocialista párti François Hollande, aki 2012 és 2017 közt betöltötte az elnöki posztot a francia törvények szerint indulhatna egy újabb elnöki periódusért, de 2016 decemberében úgy döntött, hogy nem száll ringbe. Pártja előválasztásain 2017 január 29-én Benoît Hamon vívta ki a jogot az indulásra a nemzeti elnökválasztáson.
A közvéleménykutatások 2016 végén és 2017 elején még azt mutatták, hogy François Fillon, a republikánusok és Marine Le Pen, a Nemzeti Front jelöltje vezet. (Fillon a Republikánusok 2016 novemberi előválasztásain győzött, a korábban esélyesebbnek vélt Nicolas Sarkozy és Alain Juppé helyett.)
Január végén és február elején a közvéleménykutatási eredmények megváltoztak, és már azt mutatták, hogy Emmanuel Macron, a 2016-ban alapított En Marche! szociálliberális párt jelöltje bejuthat a második fordulóba, valamint hogy Hamon népszerűsége is növekszik. Macron megelőzte Fillont, miután a szatirikus hetilap Le Canard enchaîné megírta, hogy Fillont családtagokat alkalmazhatott fiktív állásokban, parlamenti asszisztensekként. A Penelopegate néven elhíresült ügy ellenére Fillon nem mondott le az elnökjelöltségről. A szocialista Hamon jelölésekor a negyedik helyen lépett a közvéleménykutatásokba. Március végétől azonban jó vitaszereplései megdobták a radikális baloldali jelölt Jean-Luc Mélenchon támogatottságát, és meg is előzte Hamont. A második fordulóra vonatkozó közvéleménykutatások Macron előnyét mutatták: Fillon, Macron és Mélenchon is megvernék Le Pent, Macron és Mélenchon megverné Fillont, és Macron megverné Mélenchont.

Az elnökválasztást a francia törvények szerint néhány héttel követik a nemzetgyűlési választások.

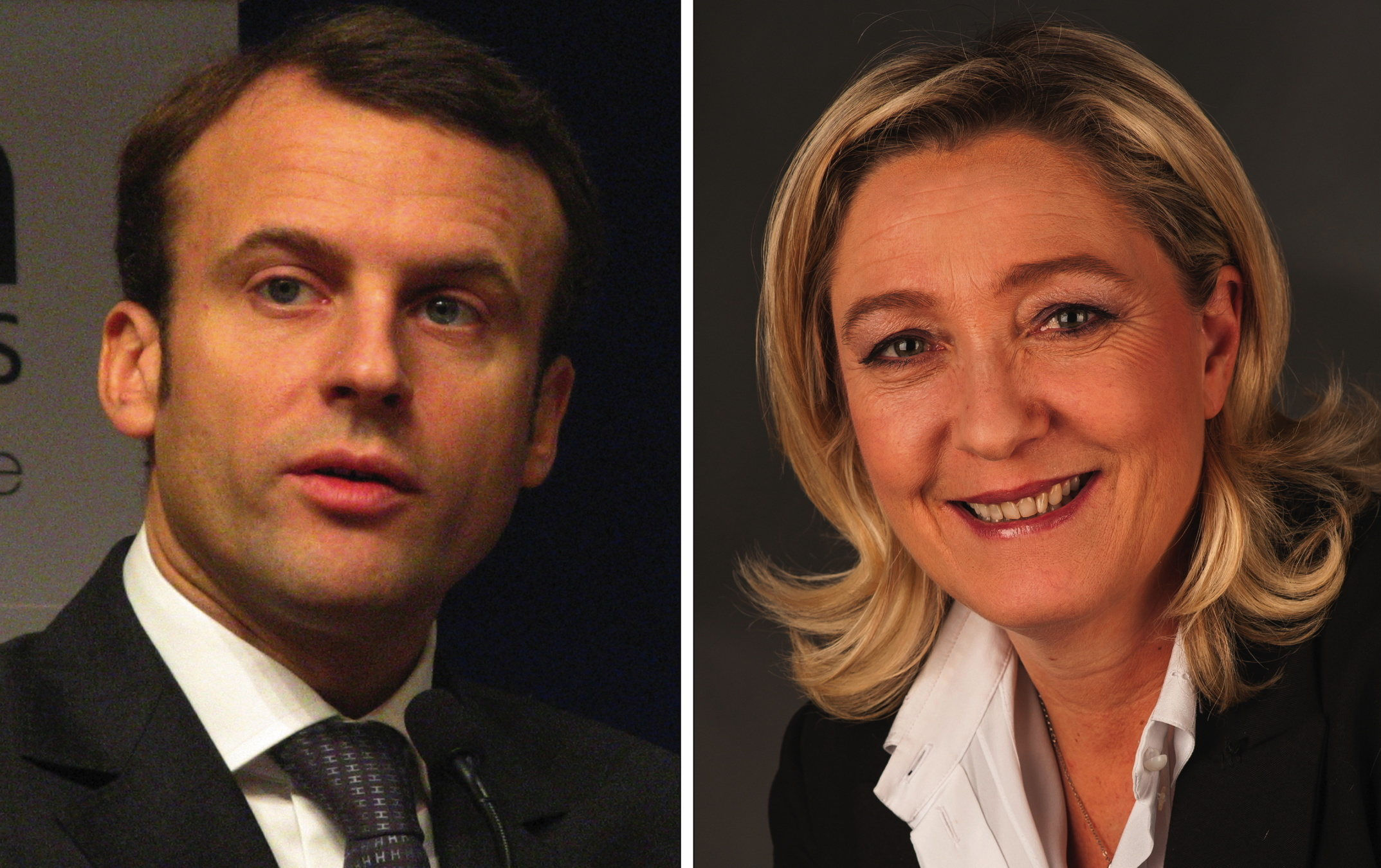
Emmanuel Macron és Marine Le Pen

### Első forduló 2017. április 23.[3][4]
| Jelölt             | Párt                                           | Eredmények | Eredmények |
| Jelölt             | Párt                                           | Szavazat   | %          |
| ------------------ | ---------------------------------------------- | ---------- | ---------- |
| Emmanuel Macron    | Előre! (En Marche!)                            | 8,656,346  | 24,01%     |
| Marine Le Pen      | Nemzeti Front (Front national)                 | 7,678,491  | 21,30%     |
| François Fillon    | Republikánusok (Les Républicains)              | 7,212,995  | 20,01%     |
| Jean-Luc Mélenchon | Engedetlen Franciaország (La France insoumise) | 7,059,951  | 19,58%     |
| Benoît Hamon       | Szocialista Párt (Parti socialiste)            | 2,291,288  | 6,36%      |
| Egyéb jelöltek     | Egyéb jelöltek                                 | 3,155,323  | 9%         |
|                    |                                                |            |            |
| Összesen           | Összesen                                       | 36,054,394 | 100%       |

## Második forduló

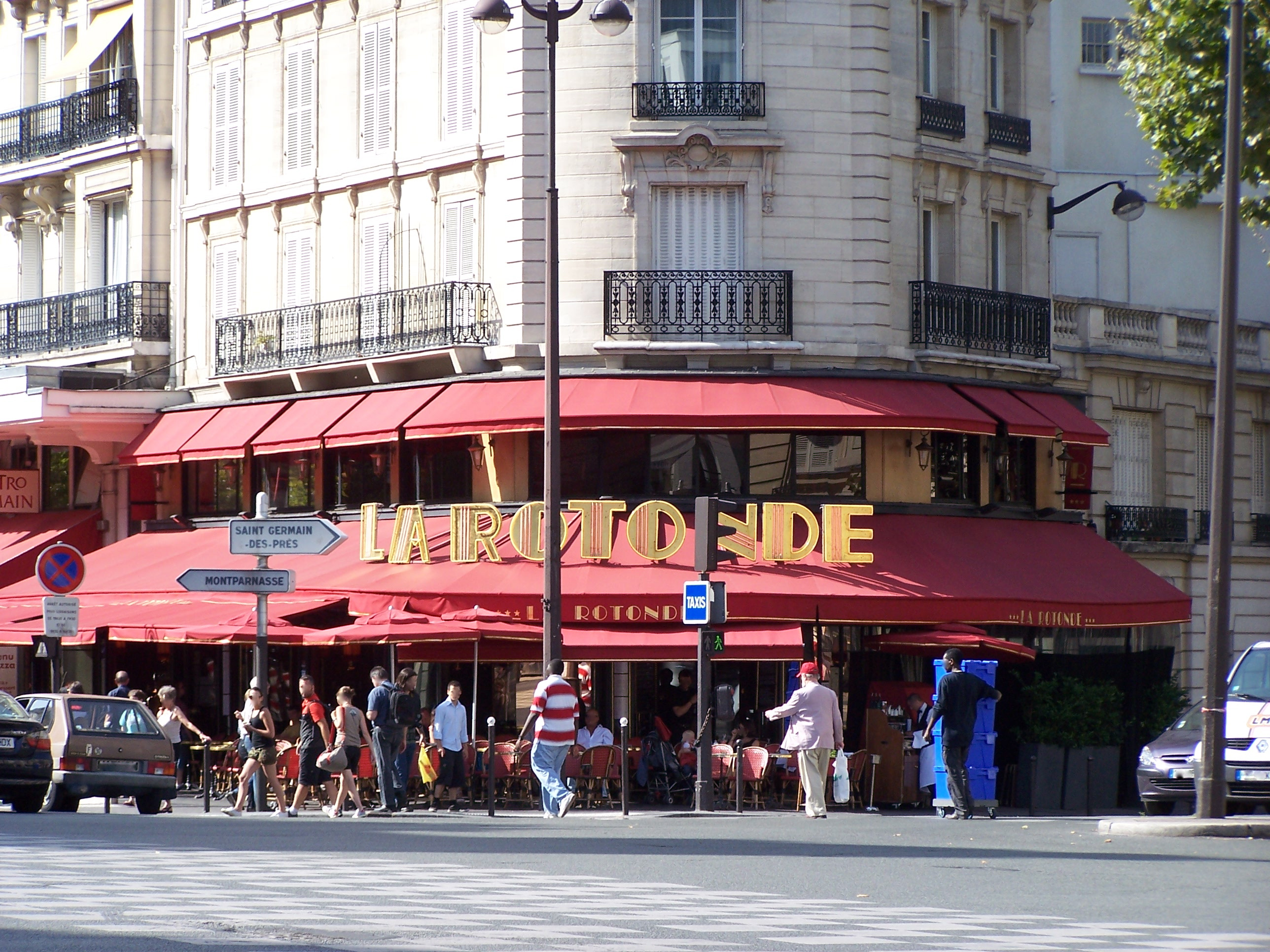
La Rotonde, ahol Macron és követői az első forduló eredményét ünnepelték.

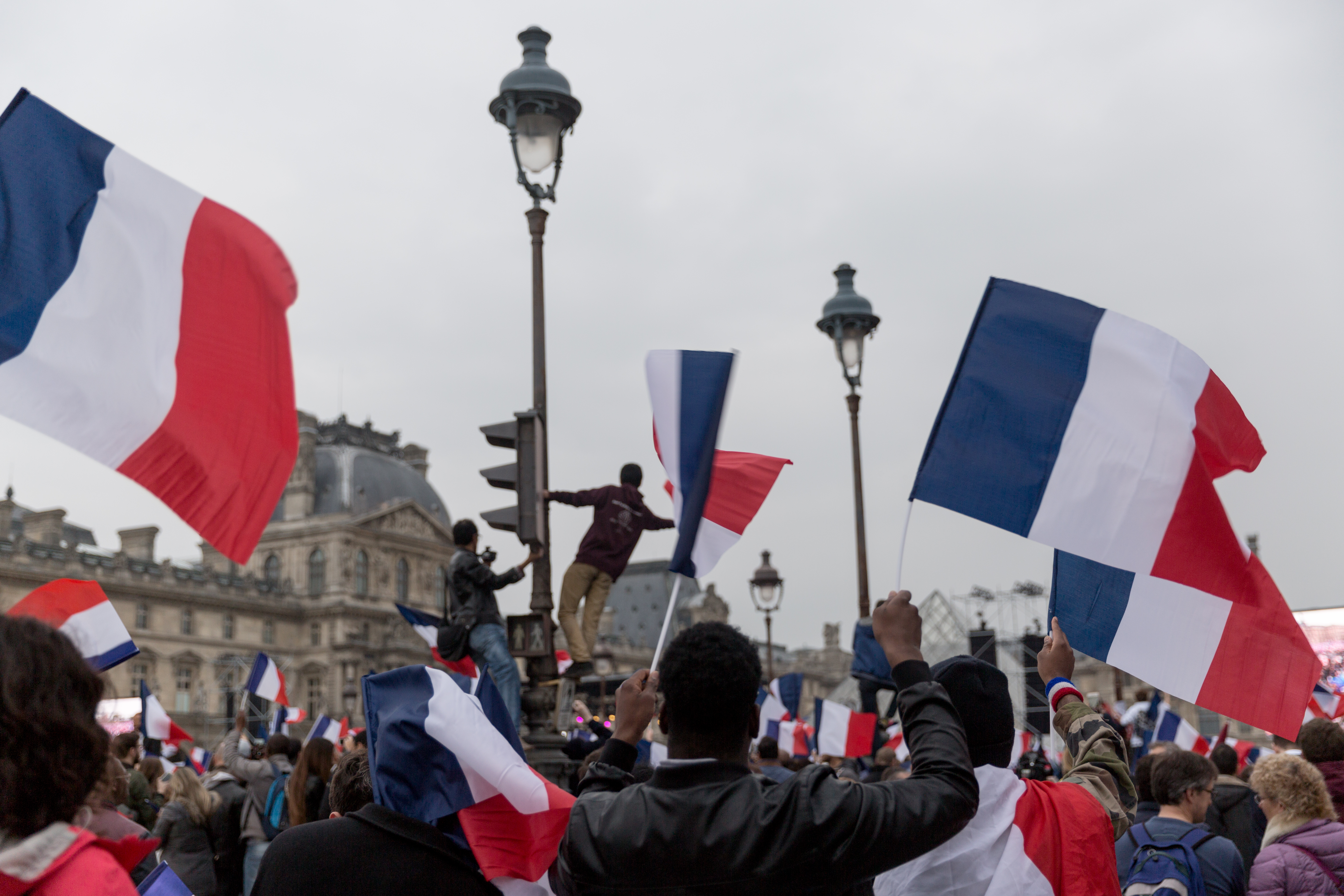
Macron támogatói a második fordulós győzelmet ünneplik a Louvre-nál május 7-én.

Miután kiestek az első fordulóban, François Fillon és Benoît Hamon is Macron támogatására kérte szavazóit. Jean-Luc Mélenchon pedig a követőivel való konzultációt ígérte a kérdésről, Jean Lassalle és Nathalie Arthaud üres szavazólap beadását ígérte a második fordulóra, Philippe Poutou és François Asselineau nem nyilatkozttak a preferenciájukról, Jacques Cheminade pedig csak annyit mondott, hogy ő személyesen nem szavazna Le Penre és elutasítja "a pénzügyi megszállás" erőit. Nicolas Dupont-Aignan már április 28-án este Le Pen mellé állt, majd a következő napon kiderült, hogy ő volna Le Pen miniszterelnöke. Május 2-án nyilvánosságra hozták Mélenchon  konzultációinak eredményét: követői 36,12%-a üres szavazólappal "voksolna", 34,83% Macront támogatná és 29,05%-uk tartózkodna. Mélenchon a maga részéről csak annyi iránymutatást adott szavazóinak, hogy arra kérte őket: ne kövessék el azt "a szörnyű hibát", hogy Le Penre voksolnak.
Az első forduló estéjén Macron és kampánya résztvevői a párizsi 6. kerületi La Rotonde brasserieben ünnepelték az eredményt. Ezt egyesek korainak és túl önelégültnak mondták, olyan viselkedésnek, amely emlékeztetett Nicolas Sarkozy 2007-es választás utáni ünneplésére a Fouquet's étteremben, amelyet szintén sokan bíráltak. Április 24-én Le Pen lemondott a Nemzeti Front vezetői posztjáról, hogy teljesen ay elnökjelölti kampányára koncentrálhasson. Április 26-án, mielőtt Macron szakszervezeti tagokkal találkozott volna a szülővárosában, Amiensben, a helyi Whirlpool gyárban, amelyet 2018-ban bezárnak, a helyszínen dél körül váratlanul megjelent Le Pen, hogy a munkásokkal beszéljen. Mire Macron megérkezett a délután, ellenséges tömeggel találkozott, akik kifütyülték, és Le Pent éltették.
A hivatalos kampányidőszak május 5-én éjfélkor zárult. Percekkel a kampánycsend kezdete előtt a Macron-kampány dokumentumai és e-mailjei szivárogtak ki egy fájlcserélő oldalon. A kampánycsapat közleményt adott ki, amely szerint a kiszivárgott anyagban hamis dokumentumok is voltak. A digitális világgal foglalkozó online kiadvány, a Numerana "kimondottan unalmasnak" nevezte a kiszivárgott anyagot, amely "egy hard drive tartalmából és En Marche politikai tisztviselpk és munkatársak számos e-mailjéből" állt. Tartalmukat tekintve "emlékeztetők, számlák, kölcsönök aligha óriásinak nevezhtő összegekben, javaslatok és egyebek, többek közt szigorúan személyes és privát társalgások - személyes megjegyzések az esőről és a napsütésről, egy könyv megjelenését megerősítő e-mail, asztalfoglalás barátoknak, stb," olyan dokumentumokkal együtt, amelyeknek nem volt köze Macronhoz.
A második fordulós hivatalos eredményeket május 10-én teszik közzé.

### Térképek

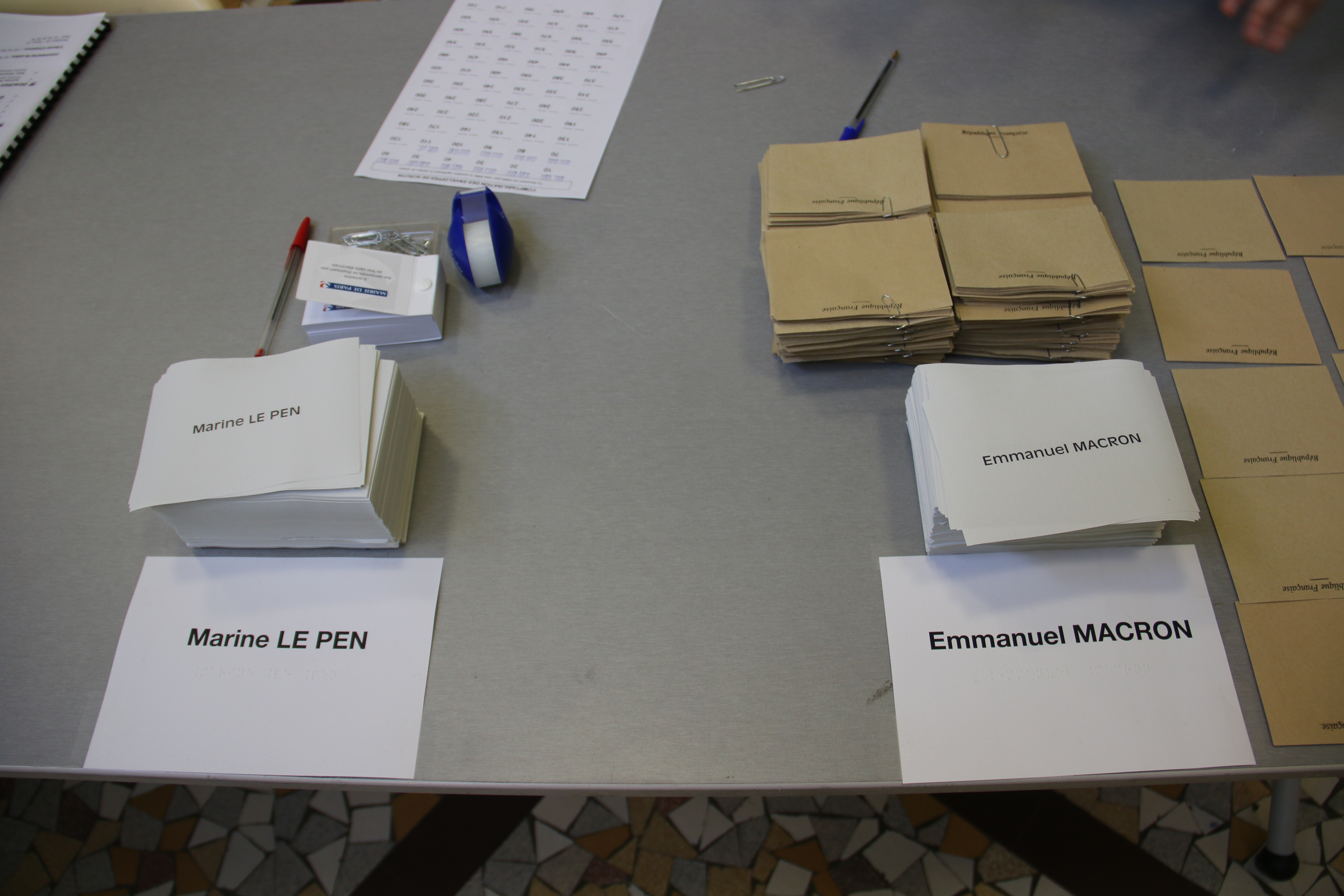
Szavazólapok a második fordulóra.

Az első helyezett jelölt megyénként (kék: Le Pen)
Az első helyezett jelölt községenként (2012-es határokkal)

## Közvéleménykutatások
Első forduló előtti felmérések

## A választás után
Macron május 8-án a még hivatalban lévő elnökkel, Hollande-dal együtt vett részt a Németország feletti győzelem éves ünnepségén a Champs-Élyséesn. Május 14-én veszi át formálisan a hivatalt Hollande-tól.
A törvényhozási választásokat, amelyeken a 15. nemzetgyűlést választják, június 11-én és 18-án tartják, két fordulóban. Ennek az a tétje, többséget kap-e az új elnök a törvényhozásban.
Az elnökválasztás második fordulója után, május 7-én Macron bejelentette, hogy lemond az En Marche! elnöki posztjáról, Le Pen a Nemzeti Front gyökeres átalakítását ígérte, Mélenchon pedig a szavazók mozgósításáre kérte támogatóit.

## Fordítás
Ez a szócikk részben vagy egészben  a(z)   2017 French presidential election című angol Wikipédia-szócikk ezen változatának fordításán alapul.  Az eredeti cikk szerkesztőit annak laptörténete sorolja fel. Ez a jelzés csupán a megfogalmazás eredetét és a szerzői jogokat jelzi, nem szolgál a cikkben szereplő információk forrásmegjelöléseként.

## Külső hivatkozások
- A Francia Alkotmánytanács hivatalos választási oldala (franciául)
- Nicolas Dupont-Aignan for President Archiválva 2017. február 11-i dátummal a Wayback Machine-ben (franciául)
- Nathalie Arthaud for President (franciául)
- Benoit Hamon for President (franciául)
- Yannick Jadot for President (franciául)
- Emmanuel Macron for President (franciául)
- Jean-Luc Melanchon for President (franciául)
- Phillipe Poutou for President (franciául)